# District d'Osnabrück
1885–1978
Entités précédentes :
- Royaume de Hanovre

Entités suivantes :
- District de Weser-Ems (de)

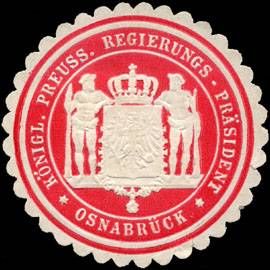
Sceau du gouvernement royal prussien - Président - Osnabrück

Le district d'Osnabrück est un district de la province prussienne de Hanovre et de l'État de Basse-Saxe. Il existe de 1885 à 1978. En 1978, il est fusionné avec le district d'Aurich et le district d'Oldenbourg (de) pour former le district de Weser-Ems (de) qui est lui-même dissous le 31 décembre 2004, tout comme les trois autres districts de Basse-Saxe.

## Histoire
Après le rattachement de la principauté épiscopale d'Osnabrück, tombé aux mains de la France napoléonienne en 1810, au royaume de Hanovre en 1813, une « commission gouvernementale » est mise en place à Osnabrück, remplacée en 1816 par un gouvernement provincial. Le district de cette autorité, qui a son siège dans le château d'Osnabrück (de), comprend l'ancienne principauté épiscopale d'Osnabrück, le comté inférieur de Lingen et la partie du pays de l'Ems (de) du duché d'Arenberg-Meppen. En 1823, le gouvernement provincial est remplacé par le bailliage d'Osnabrück (de), auquel le comté de Bentheim est désormais également subordonné.
Après l'annexion du royaume de Hanovre par la Prusse en 1867, les structures administratives hanovriennes sont d'abord maintenues. En 1885, le district d'Osnabrück est finalement formé à partir du bailliage d'Osnabrück. Dans le même temps, l'ancienne division administrative hanovrienne en villes et bureaux est remplacée par une division en arrondissements. En 1895, le gouvernement d'Osnabrück emménage dans le bâtiment gouvernemental nouvellement construit sur le Kanzlerwall, l'actuel Heger-Tor-Wall.
En 1978, le district d'Osnabrück est intégré au nouveau district de Weser-Ems (de). Le bâtiment gouvernemental d'Osnabrück devient le siège du département scolaire de l'autorité de la circonscription, le gouvernement de district, et le siège de service du chef adjoint de l'autorité, le vice-président du gouvernement. Depuis la dissolution du gouvernement de district de Weser-Ems (fin 2004), l'ancien bâtiment du gouvernement d'Osnabrück sert de siège de la direction de la police d'Osnabrück. Il abritait également, jusqu'à fin 2008, une partie du département d'Osnabrück de l'autorité scolaire du Land de Basse-Saxe.

## Structure administrative
En 1885, la circonscription administrative d'Osnabrück est divisée en un arrondissement urbain et dix arrondissements ruraux :
| 1. Arrondissement d'Aschendorf (de) (allemand : Kreis Aschendorf) 2. Arrondissement de Bersenbrück (de) (allemand : Kreis Bersenbrück) 3. Arrondissement du Comté de Bentheim (allemand : Kreis Grafschaft Bentheim) 4. Arrondissement d'Hümmling (de) (allemand : Kreis Hümmling) 5. Arrondissement d'Iburg (allemand : Kreis Iburg) 6. Arrondissement de Lingen (de) (allemand : Kreis Lingen) 7. Arrondissement de Melle (de) (allemand : Kreis Melle) 8. Arrondissement de Meppen (de) (allemand : Kreis Meppen) 9. Arrondissement d'Osnabrück (allemand : Landkreis Osnabrück), avec celui d'Osnabrück-Ville (allemand : Stadtkreis Osnabrück), non représenté sur la carte 10. Arrondissement de Wittlage (de) (allemand : Kreis Wittlage) |  | District d'Osnabrück dans la province de Hanovre |

En 1932, l'arrondissement d'Aschendorf est fusionné avec la majeure partie de l'arrondissement de Hümmling pour former l'arrondissement d'Aschendorf-Hümmling (de). Les communes restantes de l'arrondissement de Hümmling sont rattachées à l'arrondissement de Meppen. Toujours en 1932, l'arrondissement d'Iburg est dissous et intégré à l'arrondissement d'Osnabrück.
D'autres réformes territoriales de grande ampleur ont eu lieu dans les années 1970. Tout d'abord, en 1972, les arrondissements de Bersenbrück, Melle et Wittlage sont intégrés à l'arrondissement d'Osnabrück En 1974, les frontières extérieures du district changent lorsque Gehlenberg et Neuvrees du district d'Aschendorf-Hümmling sont transférés à Friesoythe et Wachtum dans l'arrondissement de Meppen, et à Löningen dans l'arrondissement de Cloppenburg. Dans le même temps, les trois communes de Vörden, Hinnenkamp et Hörsten de l'arrondissement d'Osnabrück sont incorporées à Neuenkirchen dans l'arrondissement de Vechta.
En 1977, les arrondissements d'Aschendorf-Hümmling et de Meppen et la majeure partie de l'arrondissement de Lingen forment le nouvel arrondissement du Pays de l'Ems. De l'arrondissement de Lingen, seul Wietmarschen passe à l'arrondissement du comté de Bentheim. Le district d'Osnabrück comprend finalement la ville d'Osnabrück et les trois arrondissements du Pays de l'Ems, du comté de Bentheim et d'Osnabrück. Après sa dissolution, le district d'Osnabrück est intégré le 1er février 1978 dans le nouveau district de Weser-Ems.

## Président du district
- 1885-1887 : Gustav von Gehrmann (de)
- 1887-1900 : Gustav Stüve (de)
- 1900-1901 : Georg von Heydebrand und der Lasa (de)
- 1902-1908 : Friedrich von Barnekow
- 1908-1909 : Philipp von Baumbach (de)
- 1909-1917 : Richard von Bötticher (de)
- 1917-1922 : August Tilmann (de)
- 1922-1933 : Adolf Sonnenschein (de)
- 1933-1937 : Bernhard Eggers (de)
- 1938-1944 : Wilhelm Rodenberg (de)
- 1944-1945 : Hans-Joachim Fischer (de)
- 1945-1951 : Johannes Petermann (de)
- 1951-1967 : Egon Friemann (de)
- 1967-1975 : Josef Zürlik